# Коллинз, Дэниел
Дэ́ниел Джеймс Ко́ллинз (англ. Daniel James Collins; 7 октября 1970, Сидней) — австралийский гребец-байдарочник, выступал за сборную Австралии в начале 1990-х — середине 2000-х годов. Серебряный и бронзовый призёр летних Олимпийских игр, чемпион мира, победитель многих регат национального и международного значения.

## Биография
Дэниел Коллинз родился 7 октября 1970 года в Сиднее. Активно заниматься греблей начал в раннем детстве, проходил подготовку в спортивных клубах «Уиннам Редлэндз» и «Барли Гриффин».
Первого серьёзного успеха на взрослом международном уровне добился в 1992 году, когда попал в основной состав австралийской национальной сборной и благодаря череде удачных выступлений удостоился права защищать честь страны на летних Олимпийских играх в Барселоне. Стартовал в двойках вместе с Эндрю Тримом на дистанциях 500 и 1000 метров, в первом случае дошёл только до стадии полуфиналов, тогда как во втором случае выбыл из борьбы за медали уже после предварительного раунда.
В 1993 году Коллинз побывал на чемпионате мира в Копенгагене, откуда привёз награду бронзового достоинства, выигранную в зачёте одноместных байдарок на пятистах метрах — лучше финишировали только финн Микко Колехмайнен и канадец Ренн Кричлоу. Год спустя выступил на мировом первенстве в Мехико, где в той же дисциплине стал серебряным призёром — на сей раз его обошёл венгр Жомбор Борхи. Будучи одним из лидеров гребной команды Австралии, благополучно прошёл квалификацию на Олимпийские игры 1996 года в Атланте, в паре с тем же Эндрю Тримом завоевал бронзовую медаль в полукилометровой гонке байдарок-двоек, проиграв на финише только экипажам из Германии и Италии.
Став бронзовым олимпийским призёром, Коллинз остался в основном составе австралийской национальной сборной и продолжил принимать участие в крупнейших международных регатах. Так, в 1997 году на чемпионате мира в канадском Дартмуте в двойках на пятистах метрах он одолел всех своих соперников и получил золотую медаль. Два года спустя на аналогичных соревнованиях в Милане добавил в послужной список бронзовую медаль, выигранную в двухместных байдарках на полукилометровой дистанции. Представлял страну на домашних Олимпийских играх 2000 года в Сиднее — на сей раз вместе с Тримом удостоился на пятистах метрах серебра, пропустив вперёд только титулованных венгерских гребцов Золтана Каммерера и Ботонда Шторца.
В 2004 году Дэниел Коллинз отправился на Олимпиаду в Афинах, однако попасть в число призёров не смог, в паре с Дэвидом Роудсом в двойках на пятистах метрах финишировал в финале четвёртым, немного не дотянув до призовых позиций. Вскоре по окончании этих соревнований принял решение завершить карьеру профессионального спортсмена, уступив место в сборной молодым австралийским гребцам.